# David McCann

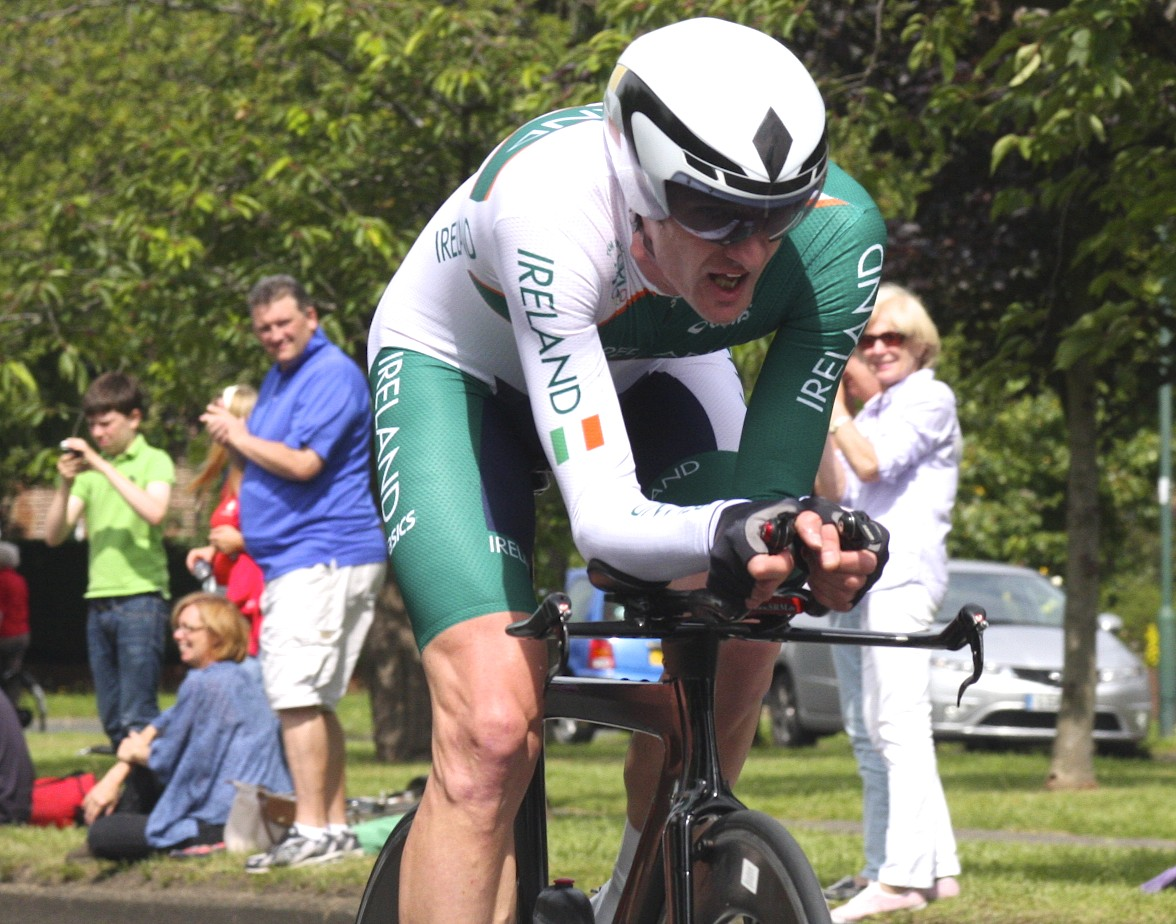
David McCann im Einzelzeitfahren bei den Olympischen Spielen 2012

David Patrick McCann (* 17. März 1973 in Belfast) ist ein ehemaliger nordirischer Straßenradrennfahrer.

## Sportliche Laufbahn
1996 gewann er das Rennen Isle of Man International (auch Manx Trophy), das eines der traditionsreichsten internationalen Straßenrennen in Großbritannien war. Diesen Erfolg konnte er im Jahr 2002 wiederholen. David McCann wurde 2001 Profi bei CCC Mat und danach jeweils ein Jahr bei Volksbank-Ideal und Team Endurasport.com-Principia. Von Mitte 2004 bis 2006 fuhr er beim Giant Asia Racing Team, zu dem er 2008 sowie von 2010 bis 2012 noch zweimal zurückkehrte. Der mehrfache irische Meister im Straßenrennen und im Einzelzeitfahren feierte seine Erfolge auf internationaler Ebene vor allem in Asien und beendete die Saison 2005 mit einem fünften Platz in der UCI Asia Tour, ein Ergebnis, das er 2006 sowie  2010 als jeweils Vierter noch steigern konnte. Nach einem Sieg bei der Herald Sun Tour 2005 wurde er außerdem Siebter der UCI Oceania Tour 2006.
Insgesamt wurde McCann neunmal irischer Meister in Einzelzeitfahren und Straßenrennen. Zweimal gewann er das irische Rennen An Post Rás.
Dreimal – 1996, 2000 und 2012 – startete McCann bei Olympischen Spielen, 1996 und 2000 im Straßenrennen, 2012 in Straßenrennen und Einzelzeitfahren, konnte sich jedoch bei keiner Teilnahme vorne platzieren.
Ende der Saison 2013 beendete er seine Karriere als Berufsradfahrer.

## Erfolge – Straße
1996
- Shay Elliott Memorial

2000
- Irischer Meister – Straßenrennen
- eine Etappe An Post Rás

2001
- Irischer Meister – Straßenrennen
- Irischer Meister – Einzelzeitfahren
- eine Etappe und Gesamtwertung An Post Rás
- drei Etappen und Gesamtwertung Tour de Hokkaidō

2002
- Irischer Meister – Einzelzeitfahren

2004
- Irischer Meister – Einzelzeitfahren
- zwei Etappen und Gesamtwertung An Post Rás
- zwei Etappen Tour de Korea

2005
- eine Etappe und Gesamtwertung Tour de Korea
- eine Etappe Azerbaïjan Tour
- Irischer Meister – Einzelzeitfahren
- eine Etappe Tour d’Indonesia
- eine Etappe und Gesamtwertung Milad De Nour Tour
- eine Etappe Herald Sun Tour

2006
- zwei Etappen Tour of Thailand
- Irischer Meister – Straßenrennen
- eine Etappe Tour of Qinghai Lake
- Gesamtwertung Tour d’Indonesia

2008
- eine Etappe An Post Rás
- eine Etappe Tour de Korea

2009
- Irischer Meister – Einzelzeitfahren

2010
- eine Etappe und Gesamtwertung Tour de Taiwan
- eine Etappe Tour of Thailand
- zwei Etappen und Gesamtwertung Tour of the Philippines
- eine Etappe und Gesamtwertung Melaka Governor Cup
- Gesamtwertung Jelajah Malaysia
- Irischer Meister – Einzelzeitfahren

2011
- eine Etappe An Post Rás

## Erfolge – Bahn
2010
- Commonwealth Games – Mannschaftsverfolgung (mit Sean Downey, Martyn Irvine und Philip Lavery)

## Teams
- 2001 CCC Mat
- 2002 Volksbank-Ideal (22. April bis 29. August)
- 2003 Team Endurasport.com-Principia (ab 31. Mai)
- 2004 Giant Asia Racing Team (ab 01.06.)
- 2005 Giant Asia Racing Team
- 2006 Giant Asia Racing Team
- 2007 Colavita/Sutter Home-Cooking Light
- 2008 Giant Asia Racing Team
- 2009 Ride Sport Racing
- 2010 Giant Asia Racing Team
- 2011 Giant Kenda Cycling Team
- 2012 RTS Racing Team
- 2013 Synergy Baku Cycling Project (bis 31.07.)